# Tasty + B Sides
Tasty + B Sides’ es el primer álbum de recopilación del grupo mexicano Plastilina Mosh que interpreta música de los géneros Dance Electro-pop Pop-rock Pop, lanzado el 6 de junio de 2006. La recopilación consta de dos discos compactos, el primero lleva por título Tasty y concentra los éxitos de la banda extraídos de Aquamosh (1998), Juan Manuel (2000) y Hola Chicuelos, (2003). tales como Mr. P. Mosh, Human Disco Ball, Peligroso pop, entre otros, e incluye nuevos temas, como el sencillo Millionaire. El segundo disco lleva el título B Sides y contiene tanto temas inéditos como rarezas que no aparecieron en ninguno de los álbumes de estudio previos. De este destacan los sencillos Viva Las Vegas y el tema El Sirenito, original de Rigo Tovar, cover que previamente apareció en la banda sonora de Y tu mamá también del director mexicano Alfonso Cuarón.

## Lista de canciones
| Plastilina Mosh: Tasty |                                               |              |                           |          |  |
| N.º                    | Título                                        | Escritor(es) | Editada originalmente en: | Duración |  |
| 1.                     | «Millionaire»                                 |              | Tasty, 2006               | 3:31     |  |
| 2.                     | «Afroman»                                     |              | Aquamosh, 1998            | 3:40     |  |
| 3.                     | «Human Disco Ball»                            |              | Juan Manuel, 2000         | 3:34     |  |
| 4.                     | «Peligroso pop»                               |              | Hola chicuelos, 2003      | 3:36     |  |
| 5.                     | «Niño bomba»                                  |              | Aquamosh                  | 3:42     |  |
| 6.                     | «Oxidados»                                    |              | Hola chicuelos            | 2:23     |  |
| 7.                     | «Mr. P. Mosh»                                 |              | Aquamosh                  | 4:17     |  |
| 8.                     | «Enzo»                                        |              | Hola chicuelos            | 3:42     |  |
| 9.                     | «Kikinazo»                                    |              | Tasty                     | 3:24     |  |
| 10.                    | «Aló»                                         |              | Hola chicuelos            | 4:05     |  |
| 11.                    | «Bassass (Int. Stereo)»                       |              | Juan Manuel               | 2:55     |  |
| 12.                    | «Nalguita»                                    |              | Tasty                     | 4:12     |  |
| 13.                    | «Monster Truck»                               |              | Aquamosh                  | 4:18     |  |
| 14.                    | «Te lo juro por Madonna (Si 'omb'e ta güeno)» |              | Hola chicuelos            | 3:00     |  |
| 15.                    | «Mitras Commander»                            |              | Tasty                     | 3:07     |  |
| 52:49                  |                                               |              |                           |          |  |

| B Sides |                             |                                                                    |          |  |
| N.º     | Título                      | Editada originalmente en:                                          | Duración |  |
| 1.      | «Viva Las Vegas»            | (2003, Manos Arriba! (Your Introduction To Mexico's Electro Scene) | 2:41     |  |
| 2.      | «Quiero mi pastilla»        | (1998, Monster truck EP)                                           | 2:54     |  |
| 3.      | «Niño bomba (Tampico Mix)»  | (1997, Niño Bomba, Maxi Single)                                    | 3:07     |  |
| 4.      | «Let the Speaker Speak»     | (2000, Juan Manuel promo CDr)                                      | 2:26     |  |
| 5.      | «Purrum pum pum»            | (1999, Todo el poder: Música original de la película)              | 3:06     |  |
| 6.      | «Mr. P. Mosh (SpyFi remix)» | (1998, Mr. P Mosh-Afro Man Maxi Single)                            | 4:57     |  |
| 7.      | «Mexican Peso»              | (1998, Monster truck EP)                                           | 3:21     |  |
| 8.      | «Love Ride»                 | (1998, Hecho en México EP)                                         | 4:31     |  |
| 9.      | «Torturadora»               | (2000, Juan Manuel promo CDr)                                      | 1:51     |  |
| 10.     | «I'm a Rockstar»            | (2000, Juan Manuel promo Cdr)                                      | 2:12     |  |
| 11.     | «Talachero pop»             | (1998, Aquamosh edición japonesa)                                  | 3:59     |  |
| 12.     | «Saint Torpez Is Not Far»   | (Previamente inédita)                                              | 3:16     |  |
| 13.     | «La Sirenita»               | (2001, Y tu mamá también. Una película de Alfonso Cuarón)          | 3:55     |  |
| 14.     | «H.P.M. Bala»               | (1998, Aquamosh, edición japonesa)                                 | 4:42     |  |
| 46:58   |                             |                                                                    |          |  |

- Datos: Q19722083